# Обидимское (сельское поселение)
Муниципальное образование Обидимское — упразднённое сельское поселение в Ленинском районе Тульской области.
Административный центр — поселок Обидимо.
Законом Тульской области от 11 июня 2014 года № 2133-ЗТО 24 июня 2014 года были объединены все муниципальные образования Ленинского района — рабочие посёлки Ленинский и Плеханово, муниципальные образования Рождественское, Медвенское, Шатское, Ильинское, Иншинское, Фёдоровское, Хрущёвское и Обидимское — с муниципальным образованием город Тула.

## Населённые пункты
В состав сельского поселения входили 16 населённых пунктов:
- сёла: Обидимо, Пятницкое.
- посёлок: Обидимо.
- деревни: Варфоломеево, Гремячево, Занино, Ильино, Костино, Конино, Кривцово, Кутепово, Луковицы, Малиновка, Поповкино, Сальково, Хомутовка.